# O. Henry

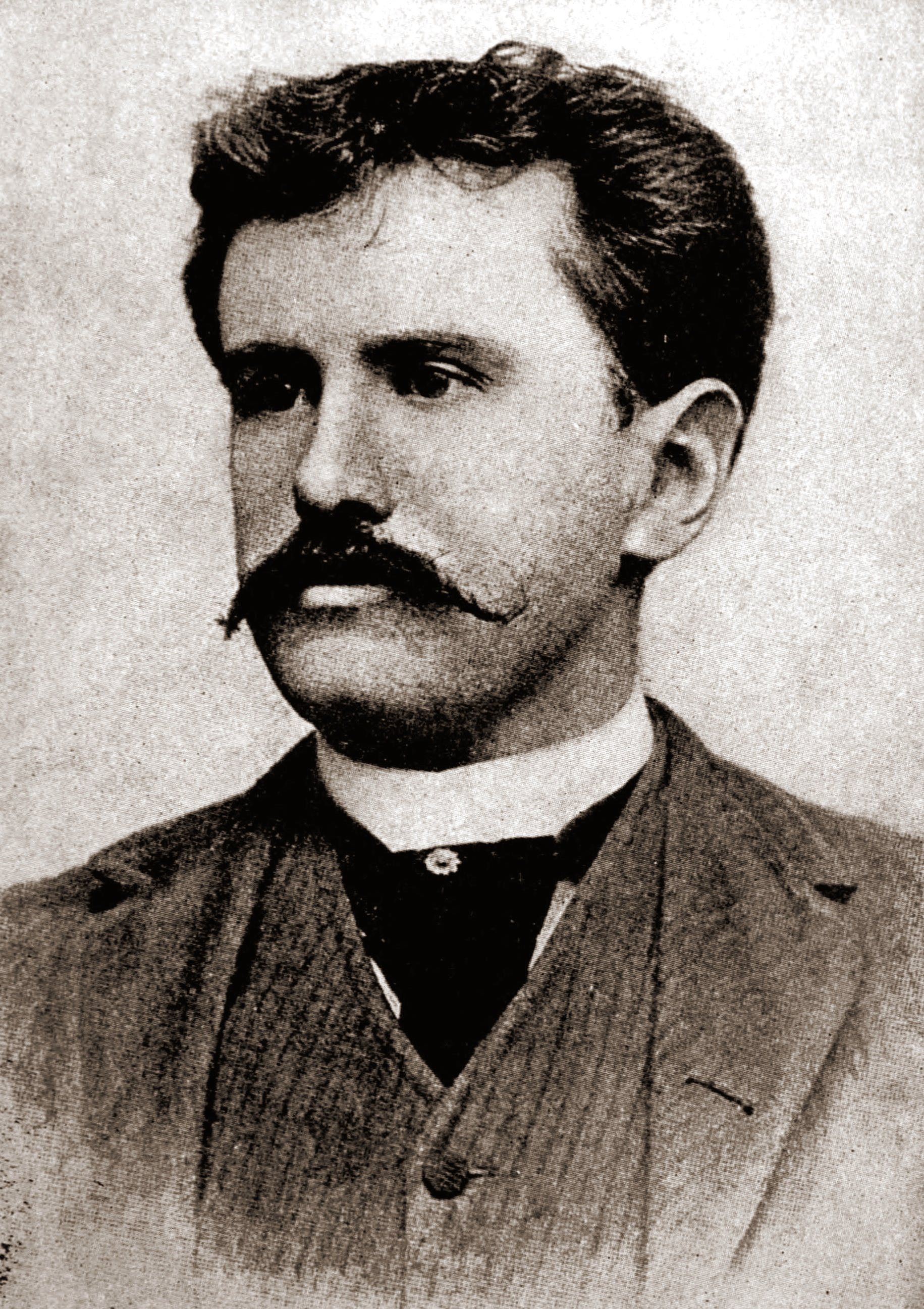
O. Henry

O. Henry, pseudoniem van William Sydney Porter, (Greensboro (North Carolina), 11 september 1862 - New York, 5 juni 1910) was een Amerikaanse schrijver. Hij overleed in New York, de stad (maar vooral haar inwoners) die hij zo uniek heeft beschreven in zijn verhalen.

## Levensloop
Op driejarige leeftijd verloor hij reeds zijn moeder en werd daarna opgevoed door zijn oma en een tante. Al was hij een fervent lezer, met vijftien jaren stopte hij met school.
Hij vestigde zich in Texas en had allerlei banen zoals verkoper, cowboy en bankmedewerker. Hij leerde Spaans en trouwde.
In 1884 begon hij aan zijn schrijverscarrière door voor het weekblad Rolling Stone te schrijven, maar dit werd geen succes. Daarna ging hij werken als journalist en columnist.
In 1897 werd hij veroordeeld tot een gevangenisstraf. Hij werd schuldig bevonden aan verduistering bij de bank in Ohio waar hij bij werkte. Daarom nam hij later zijn pseudoniem aan. Er bestaan twee verklaringen voor deze naam. De eerste is dat de huiskat uit O. Henry's jeugd Henry heette. Een tweede verklaring beweert dat het is afgeleid van "Ohio Penitentiary" (gevangenis in Ohio). Het was daar dat hij begon te schrijven en een hele collectie korte verhalen produceerde.

## Schrijverscarrière
O. Henry staat vooral bekend om zijn korte verhalen. Hij schreef honderden verhalen vaak over gewone mensen die bijzondere dingen meemaken. De inwoners van het New York aan het begin van de 20e eeuw gaven hem vaak de inspiratie voor zijn verhalen. Zijn verhalen hebben als handelsmerk de onverwachte en scherpe "twist" aan het eind.
Hij schreef bijvoorbeeld de verhalenbundel "Het vier miljoen", naar aanleiding van de lijst van 400 belangrijkste New Yorkers. Voor Porter telden alle vier miljoen New Yorkers mee, de gewone man was voor hem net zo bijzonder (zoal niet bijzonderder) dan de hogere sociale klasse. Hiermee beschrijft hij als een van de eersten het stadsleven van de moderne tijd, zoals zich dat voor het eerst voordoet in New York in Porters tijd.
O. Henry heeft één echt boek geschreven, al is dat eigenlijk ook een verhalenbundel: Cabbages and Kings (in het Nederlands: "Trammelant in Bananenland"); het is een boek over het fictieve Midden-Amerikaanse land Anchuria. Een bananenrepubliek pur sang. De burgers van dit land onderbreken de luiheid van hun tropische leven alleen voor hun revoluties, die er met een stevige regelmaat plaatsvinden. Het boek is humoristisch en romantisch van aard. Het boek werd voor het eerst uitgegeven in 1904 en dat is ook de tijd waarin het zich afspeelt.
Boeken van O. Henry zijn in Nederland vrij moeilijk te vinden, waarschijnlijk vanwege het kleine aantal boeken dat van hem in het Nederlands is uitgegeven.

## Werken (selectie)
- Cabbages and Kings (Trammelant in Bananenland) (1904) , boek
- The Gift of the Magi (1905), kort verhaal. Verfilmd als deel in O. Henry's Full House met Marilyn Monroe and Charles Laughton
- Het vier miljoen (1906), verhalenbundel
- The Trimmed Lamp (1907)
- The Last Leaf (1907)
- Heart of the West (1907)
- The Voice of the City (1908)
- The Gentle Grafter (1908)
- Roads of Destiny (1909)
- Options (1909)
- Strictly Business (1910)
- Whirligigs (1910)
- Sixes and Sevens (1911)
- Rolling Stones (1912)
- Waifs and Strays (1917)
- O. Henryana (1920)
- Letters to Lithopolis (1922)
- Postscripts (1923), verzameling vroeg werk
- O. Henry Encore (1939), verzameling vroeg werk

- Bibsys: 90085259
- Biblioteca Nacional de Chile: 000110328
- Biblioteca Nacional de España: XX966418
- Bibliothèque nationale de France: cb12003963j (data)
- Catàleg d'autoritats de noms i títols de Catalunya: 981058520408106706
- CiNii: DA00345807
- Gemeinsame Normdatei: 118639536
- International Standard Name Identifier: 0000 0001 2096 055X
- Library of Congress Control Number: n79071080
- Nationale Bibliotheek van Letland: 000009261
- MusicBrainz: 7293409c-da33-4b30-b6c9-edb7b8696f77
- Bibliotheek van het Japanse parlement: 00443080
- Nationale Bibliotheek van Tsjechië: jn19981001453
- Nationale bibliotheek van Australië: 35429365
- Nationale Bibliotheek van Israël: 987007262399205171
- Nationale Bibliotheek van Polen: a0000002066908
- Nationale en Universitaire bibliotheek Zagreb: 000007094
- Nederlandse Thesaurus van Auteursnamen: 142989126
- Istituto Centrale per il Catalogo Unico: CFIV030055
- LIBRIS: 190502
- SNAC: w6mt4gtr
- Système universitaire de documentation: 027469050
- Trove: 949683
- Virtual International Authority File: 46770914
- WorldCat: E39PBJfCqgpgXvG4rK7dR39Rrq